# Myotis abei
Myotis abei là một loài động vật có vú trong họ Dơi muỗi, bộ Dơi. Loài này được Yoshikura mô tả năm 1944.